# Степная (шахта, Львовуголь)
Государственное открытое акционерное общество «Шахта „Степная“» — угольная шахта во Львовско-Волынском угольном бассейне. Входит в Производственное объединение Государственное коммунальное хозяйство «Львовуголь». 

## История
Прежнее название — Великомостовская № 10.
Шахта была пущена в строй в 1978 году с проектной мощностью 2,4 млн тонн в год. Фактическая добыча угля 3540/1790 тонн в сутки (соответственно 1990 и 1999 годы). В 2003 году добыто 179 тысяч тонн угля. Максимальная глубина 540/540 м (1990/1999).

## Технические характеристики
Шахтное поле вскрыто четырьмя вертикальными стволами. Протяжённость подземных выработок — 98,4/85,5 км (1990/1999). Разрабатывает пласт n7н, n8в мощностью 1,1—1,5 м с углами падения 0-6°.
Шахта сверхкатегорийная по содержанию метана, опасна по взрывчатости угольной пыли. Количество очистных забоев — 8/3, подготовительных — 11/6 (1990/1999).

## Кадровый состав
Количество работающих: 2603/1836 чел., из них подземных — 1707/1265 чел. (1990 и 1999 соответственно).

## Чрезвычайные ситуации
2 марта 2017 года, в результате взрыва метана, на шахте произошел взрыв. Погибло 11 человек.

## Адрес
Шахта расположена в селе Глухов, Шептицкий район, Львовская область,